# Кожикоде
Кожикоде (малаял. കോഴിക്കോട്, англ. Kozhikode), прежнее написание Каликут (англ. Calicut, также Каликат), — город на Малабарском побережье в индийском штате Керала. Население — 437 тыс. жит. (2001).
Гавань Кожикоде не очень удобная: в сезон муссонов порт закрыт для судов, а в остальные месяцы корабли бросают якорь в 5 км от берега. Несмотря на это, в эпоху Великих географических открытий Каликут, наряду с Кочином и Гоа, служил основным пунктом взаимодействия европейской и индийской цивилизаций.

## История
В VII веке Кожикоде заселили арабские торговцы, а в начале XV века здешний порт посетила флотилия китайского мореплавателя Чжэн Хэ. В 1498 году сюда прибыли португальские корабли Васко да Гамы. Португальцы решили взять под контроль это звено в индоокеанской торговле, что и было осуществлено после победы у Диу со строительством форта в 1511 году.
В 1525 году местный раджа, носивший титул заморина, вынудил португальцев покинуть Каликут. С 1615 году к Каликуту стали проявлять интерес англичане. В 1664 году Британская Ост-Индская компания открыла здесь торговую факторию.
В продолжение XVIII века за обладание Каликутом с англичанами соперничали голландцы, французы и даже датчане. В 1765 году майсурский правитель Хайдер Али, разъярённый присутствием европейцев, разграбил и сжёг Каликут.
После перехода Кожикоде в руки англичан (фактически — в 1790 году, юридически — в 1792 году) город был по сути заново основан и застроен. По этой причине памятники истории и архитектуры сравнительно немногочисленны. В 1968 году открылся Каликутский университет.

## Население
Индуисты — 57 %, мусульмане — 37 %, христиане —4 %.